# Filippo Cagnola

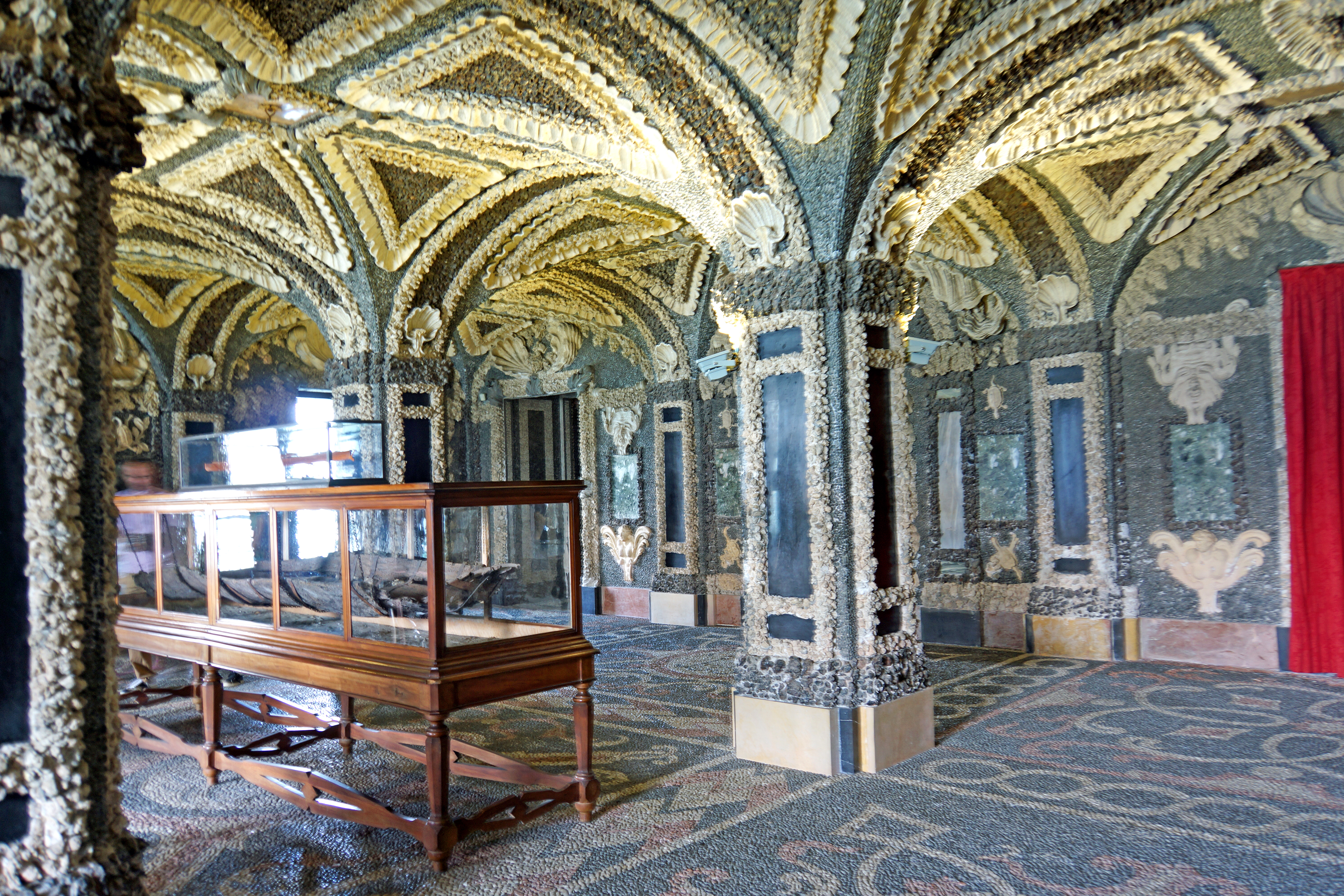
Appartamento delle grotte a Palazzo Borromeo (Isola Bella)

Filippo Cagnola (Firenze, 24 agosto 1661 – Milano, 1714) è stato un architetto italiano, allievo di Carlo Fontana, fu un esponente dell'architettura barocca attivo al servizio dei Borromeo in Lombardia e Piemonte..

## Stile e opere
Architetto di origine fiorentina, svolse la sua carriera al servizio della famiglia Borromeo,  dalla quale ebbe incarichi già dal 1679.
Tra le sue opere si ricordano:
- Villa San Carlo Borromeo di Senago, edificata dal 1695
- Santuario della Madonna della Riva, Angera, 1667
- nel 1689 dal conte Vitaliano VI Borromeo gli fu affidato il progetto dell'appartamento delle grotte a Palazzo Borromeo sull’Isola Bella, per le quali Cagnola trasse ispirazione dalle grotte dei Visconti Borromeo a Lainate e a quelle di Bartolomeo Arese a Cesano Maderno[2]
- Il palazzo di Tradate voluto dal senatore Fabrizio Luigi Pusterla alla fine del Seicento;
- rifacimento della cappella del Rosario, dopo il 1698, nella Collegiata della Natività di Maria Vergine di Arona[3]
- collegiata di San Vittore di Intra
- cappella di San Lorenzo nel Santuario della Santissima Pietà di Cannobio